# Enchúfate
Enchúfate fue un programa de televisión venezolano  conducido por 	Luis Olavarrieta y Shirley Varnagy. Se emitía de lunes a viernes de 6.00 p. m. a 7:00 p. m. hora de Venezuela. Se estrenó en el 17 de agosto de 2009 por el canal RCTV.
Fue un programa informativo, una ventana interactiva para que los jóvenes permanezcan informados sobre el acontecer nacional.
“Enchúfate” fue una producción de la vicepresidencia de producción de información y opinión de RCTV, en la que los jóvenes podrán mantenerse informados de los principales eventos noticiosos del país y expresar sus opiniones a través de herramientas interactivas como mensajes de textos o el Twitter.
El 24 de enero de 2010, debido a la suspensión de la señal de RCTV Internacional de las cableras venezolanas por orden de CONATEL, el programa se dejó de emitir hasta el 7 de mayo de 2010.